# Lutz Eckart
Lutz Eckart (* 1. Dezember 1919 in Oberstreu; † 2000 in Pforzheim) war ein deutscher akademischer Kunstmaler und Restaurator.

## Leben
Nach dem Besuch der Volksschule in Oberstreu und des Progymnasiums in Bad Neustadt an der Saale erreichte er 1940 sein Abitur im Humanistischen Gymnasium Münnerstadt. Sein in München begonnenes Kunststudium wurde von 1941 bis 1945 durch den Kriegsdienst unterbrochen. 
1945 bis 1948 studierte Eckart an der Akademie für Bildende Künste in Florenz, wo er danach 18 Jahre lang als Dozent tätig war. Seine Lehrer waren Primo Conti, Ugo Capocchini und Emanuele Cavalli.
1959 gründete er zusammen mit Pier Luigi Malesci die Florentiner Künstlergruppe „Gruppo Artisti Toscani“ (Neorealisten). Im selben Jahr wurde er für sein „Simonetta“-Bild auf der Großen Internationalen Kunstausstellung „Das Meisterwerk“ im Palazzo delle esposizioni, Rom, mit der Goldmedaille ausgezeichnet.
Aufgrund seiner Kenntnisse über die technischen Details der klassischen Malerei gelang es ihm, die jahrhundertelang geheimgehaltenen Farbenmischungen von Leonardo da Vinci in langjährigen chemischen Versuchen herauszufinden und neu herzustellen.
Nach der Hochwasserkatastrophe 1966 in Florenz kehrte er zurück nach Deutschland, ließ sich nach seiner Heirat in Gerolzhofen nieder und bekam zwei Söhne.
Zwei wichtige Werke, die er als Restaurator in Unterfranken vor dem Verfall bewahrte, waren das mit 450 Jahren älteste Fresko der Region „Die Gefangennahme Christi“ an der Südseite der Gerolzhöfer Stadtpfarrkirche und das 34 m² große Deckenfresko der Kapelle des Zehnthofes in Nordheim am Main, welches er in die Abtei Münsterschwarzach verpflanzte.
Lutz Eckart verstarb im Jahre 2000 im Alter von 80 Jahren in Pforzheim und ist auch dort begraben.